# Home Again

Home Again, samlingsalbum utgivet 1985 av The Everly Brothers på skivbolaget RCA. 
Albumet innehåller två tidigare outgivna låtar (spår 6 & 7) och låtar från albumen Stories We Could Tell (1972) och Pass the Chicken & Listen (1973).

## Låtlista
1. "I'm On My Way Home Again" (Venetia Stevens)
2. "Rocky Top" (Boudleaux Bryant/Felice Bryant)
3. "Cuckoo Bird" (Don Everly/Phil Everly)
4. "The Brand New Tennessee Waltz" (Jesse Winchester)
5. "Not Fade Away"  (Buddy Holly/Norman Petty)
6. "Poems, Prayers And Promises" (John Denver)
7. "Maiden's Prayer" (Bob Wills)
8. "Paradise" (John Prine)
9. "Green River" (Don Everly/Phil Everly)
10. "The Air That I Breathe" (Albert Hammond/Mike Hazlewood)